# 아담 샌들러
아담 리처드 샌들러(영어: Adam Richard Sandler 아담 리처드 샌들러[*], 1966년 9월 9일 ~ )는 미국의 희극 배우, 배우, 음악가, 시나리오 작가, 영화 프로듀서이다.

## 작품 목록
- 라이프 세이버 (Mixed Nuts, 1994)
- 에어헤드 (Airheads, 1994): 핍(Pip)
- 백만장자 빌리 (Billy Madison, 1995) 공동 각본·출연：빌리 메디슨 (Billy Madison)
- 해피 길모어 Happy Gilmore　(1996) 공동 각본·출연：해피 길모어　(Happy Gilmore)
- LA 캅스 (Bulletproof, 1996): 아치 모제즈　(Archie Moses)
- 웨딩 싱어 The Wedding Singer　(1998)：로비　(Robbie)
- 워터보이 The Waterboy　(1998) 공동 각본·출연
- 빅대디 Big Daddy　(1999) 공동 각본·출연 (MBC한국어 더빙 : 안지환)
- 리틀 니키 Little Nicky　(2000) 공동 각본·출연
- 펀치 드렁크 러브 (Punch-Drunk Love, 2002): 배리 이건 (Barry Egan)
- 미스터 디즈 Mr. Deeds　(2002)
- 핫 칙 The Hot Chick　(2002) 제작 총지휘·출연 (크레디트 없음)：앤티크 숍의 점원 (Mambuza Bongo Guy)
- 성질 죽이기 (Anger Management, 2003): 데이브·바즈닉크　(Dave Buznik)
- 첫 키스만 50번째 (50 First Dates, 2004): 헨리 로스 (Henry Roth)
- 스팽글리쉬 (Spanglish, 2004)
- 롱기스트 야드 (The Longest Yard, 2005): 폴 크루 (Paul Crewe)
- 클릭 (Click, 2006): 마이클 뉴먼 (Michael Newman) (MBC한국어 더빙 : 안지환)
- 레인 오버 미 Reign Over Me(2007)
- 조한 You Don't Mess with the Zohan (2008) (MBC한국어 더빙 : 안지환)
- 블렌디드 (2014) - 짐 역 (주연, 제작)
- 코블러 (2014)
- 머더 미스터리 (2019) - 닉 스피츠 역 (주연, 제작)
- 언컷 젬스 (2019) - 하워드 래트너 역
- 넌 실수였어 (2020) (제작)
- 몬스터 호텔 4 (2022)
- 머더 미스터리 2 (2023) - 닉 스피츠 역
- 내 성인식에 절대 오지 마! (2023) - 대니 프리드먼 역
- 레오 (2023) - 레오 역 (목소리)
- 우주인 (2024) - 야쿠프 프로차즈카 역
- 해피 길모어 2 (2025) - 해피 길모어 역
- 임신입니다만? (2025, 제작)
- 제이 켈리 (미정)